# 華中河濱公園
25°00′54″N 121°29′38″E / 25.015°N 121.494°E
華中河濱公園，位於臺灣臺北市萬華區西南隅，華中橋下，新店溪河畔的一處河濱公園。略呈弦月型，西北方接雙園河濱公園，東南方至馬場町紀念公園。公園面積有45.7公頃，於民國83年開放使用。自行車道平整，沿新店溪往北行可到大稻埕碼頭、社子島等；或往東可到公館或景美等。民國98年設立了華中露營場，提供帳篷及汽車營位供民眾申請使用，是少有的都會內公園式露營區。

## 河濱設施
- 運動場：籃球場、足球場、溜冰場、網球場、體健設施等。
- 兒童設施：音樂主題共融式遊戲場。
- 華中露營場[3]：露營車住宿、帳篷露營。

## 外部連結
- 華中河濱公園 臺北旅遊網 （页面存档备份，存于）
- 臺北市政府工務局水利工程處-華中河濱公園 （页面存档备份，存于）